# Сычёв, Александр Борисович
Александр Борисович Сычёв (род. 24 февраля 1973, Челябинск) — советский и российский хоккеист, защитник и тренер. Мастер спорта России.

## Биография
Воспитанник хоккейной школы «Трактора», в которой был двукратным чемпионом СССР среди юношей. В 1989 году, вместе с другими девятью хоккеистами и другими спортсменами был награждён от школы поездкой в Краснодарский край. Поезд, на котором ехали хоккеисты, взорвался в ночь с 3 на 4 июня на перегоне Аша — Улу-Теляк в Башкирской АССР. Сычёв оказался единственным выжившим хоккеистом молодёжной команды в катастрофе.
Обладатель Суперкубка Европы 2000 года и чемпион России 2001 года в составе магнитогорского «Металлурга».